# PBK ZSKA Moskau
Der PBK ZSKA Moskau (Professioneller Basketballklub Zentraler Sportklub der Armee Moskau, russ.: ПБК ЦСКА Москва) ist der aus ZSKA Moskau hervorgegangene Basketballclub aus der russischen Hauptstadt Moskau, der wegen seiner Verbindungen oftmals im Zusammenhang mit der Roten Armee genannt wird.

## Geschichte

### In der Zeit der Sowjetunion
Die Basketballabteilung des ZSKA Moskau wird erstmals 1924 erwähnt. Von 1928 bis 1951 trug der Klub den Namen ZDKA (Zentralny Dom Krasnoj Armii – Zentrales Haus der Roten Armee). Als solcher beteiligte er sich an der Sowjetischen Basketballmeisterschaft und gewann diese 1945 zum ersten Mal. Mit der Umbenennung der Roten Armee 1951 wurde ZDKA in ZDSA (Zentralny Dom Sowetskoj Armii – Zentrales Haus der Sowjet Armee) umbenannt. Seinen heutigen Namen bekam der Klub 1960.
Im gleichen Jahr begann auch die Ära der Dominanz des ZSKA auf nationaler Ebene. So wurden von 1960 bis 1992 (Zerfall der Sowjetunion) von 32 Meisterschaften 23 gewonnen. Diese Überlegenheit war dadurch bedingt, dass die besten Spieler des Landes von anderen Klubs zum ZSKA abkommandiert wurden. So war es nicht verwunderlich, dass in dieser Zeit die meisten sowjetischen Nationalspieler vom ZSKA kamen. Neben den nationalen kamen auch internationale Erfolge dazu. So gewann die Mannschaft viermal den Europapokal der Landesmeister, stand weitere dreimal im Finale dieses Wettbewerbs und wurde einmal Dritte.

### Nach 1992
Nach dem Zerfall der Sowjetunion 1992 wurde der Klub umstrukturiert und bekam das Kürzel PBK vor den Namen. An die Stelle der Armee traten Konzerne als Sponsoren auf und sicherten dem Klub eine führende wirtschaftliche Position in Europa. Zurzeit befindet sich der Klub im Besitz der Norilsk Nickel. Durch die starke finanzielle Unterstützung konnte ZSKA seine landesinterne Dominanz weiter ausbauen und gewann bis auf zwei Ausnahmen sämtliche russischen Meisterschaften. Auch in Europa blieb ZSKA eine sehr erfolgreiche Mannschaft. Zwischen 2000 und 2012 erreichte der Klub außer 2002 und 2011 jedes Jahr das Final Four der Euroleague, darunter zwischen 2002 und 2010 achtmal in Folge, das bisher keinem weiteren europäischen Klub gelungen ist. Dabei konnte die Mannschaft unter der Führung vom Trainer Ettore Messina 2006 und 2008 das Turnier gewinnen, stand weitere dreimal im Finale und wurde einmal dritte. Unter den acht Euroleague MVP seit 2005 befinden sich mit Theodoros Papaloukas, Ramūnas Šiškauskas und Andrei Kirilenko drei Spieler von ZSKA.
Neben der russischen Meisterschaft und der Euroleague gewann ZSKA noch weiter regionale Meisterschaften, wie 2000 die NEBL sowie 2010 und 2012 die VTB United League. Am 17. Oktober 2010 gelang es ZSKA mit 90:87 gegen Cleveland Cavaliers einer von insgesamt zwei Auswärtssiegen eines europäischen Klubs gegen einen NBA Klub. In der Saison 2011/12 verlor ZSKA von 63 Spielen in allen Wettbewerben nur 5, darunter aber das denkwürdige Finale der Euroleague gegen Olympiakos nach einer +19 Führung mit 62:61.

## Erfolge
- Sieger sowjetische Meisterschaft: 1945, 1960–1962, 1964–1966, 1969–1974, 1976–1984, 1988, 1990
- Sieger russische Meisterschaft: 1992–2000, 2003–2015
- Sieger sowjetischer Pokal: 1972, 1973, 1982
- Sieger russischer Pokal: 2005–2007
- Sieger Europapokal der Landesmeister: 1960/61, 1962/63, 1968/69, 1970/71
- Sieger Euroleague: 2005/06, 2007/08, 2015/16, 2018/19
- Sieger NEBL: 1999/2000
- Sieger VTB United League: 2009/10, 2011–2019